# 150 (število)
150 (stó pétdeset) je naravno število, za katerega velja 150 = 149 + 1 = 151 - 1.

## V matematiki
- Sestavljeno število
- 150 = 7 + 11 + 13 + 17 + 19 + 23 + 29 + 31
- Harshadovo število
- Zumkellerjevo število.